# Anthomyia
Genre
Anthomyia est un genre d'insectes diptères brachycères de la famille des Anthomyiidae.

## Liste des espèces
Anthomyia facialis - 
Anthomyia liturata - 
Anthomyia mimetica - 
Anthomyia nigriceps - 
Anthomyia obscuripennis - 
Anthomyia ochripes - 
Anthomyia oculifera - 
Anthomyia pluvialis - 
Anthomyia procellaris